# Harry Julius Emeléus
Harry Julius Emeléus (Londra, 22 giugno 1903 – Cambridge, 2 dicembre 1993) è stato un chimico britannico, famoso per le sue ricerche di sintesi inorganica e per il libro Modern Aspects of Inorganic Chemistry.

## Vita e ricerche
Emeléus nacque a Londra nel 1903 nel quartiere di Poplar, figlio di Karl Henry Emeléus (1869–1948), un farmacista che era nato a Vaasa in Finlandia. Poco dopo la sua nascita il padre acquistò una farmacia a Battle (East Sussex) e la famiglia si spostò lì. Emeléus fu il secondo di cinque fratelli. Il fratello maggiore, Karl George Emeléus (1901–1989) sarebbe diventato professore di fisica alla Queen's University di Belfast.
Studiò prima alla St Leonards Collegiate School di Hastings (East Sussex), e alla Hastings Grammar School, e quindi al Royal College of Science e all'Imperial College di Londra, diplomandosi nel 1923. Dopo il diploma fece alcuni studi sulla luminescenza emessa durante processi di ossidazione dal fosforo e da altre sostanze. Nel 1926 ottenne il PhD.
Con una borsa di studio, nel periodo 1927-1928 frequentò il Karlsruher Institut für Technologie lavorando nel laboratorio di Alfred Stock, chimico inorganico tedesco allora famoso. Qui contribuì a sintetizzare e caratterizzare il decaborano e imparò le tecniche di linea da vuoto necessarie a manipolare composti sensibili all'aria.
Per due anni, dal 1929 al 1931 lavorò all'Università di Princeton, dove con il professor Hugh Stott Taylor fece ricerche sulla fotochimica dell'ammoniaca e di altre ammine. A Princeton conobbe Mary Catherine Horton, che sposò nel 1931.
Tornato in Inghilterra, dal 1931 lavorò all'Imperial College, prima come giovane assistente e quindi come insegnante. All'inizio fece ricerche in campi diversissimi, tra i quali: fotochimica di composti inorganici, chimica dei silani, composizione isotopica dell'acqua e reazioni di scambio isotopico. In seguito si interessò maggiormente alla sintesi di nuovi derivati alogeno-organici di silicio, arsenico, zolfo, tellurio e selenio, contribuendo ad ampliare le conoscenze della chimica di questi elementi. Assieme a J. S. Anderson nel 1938 pubblicò il libro "Modern Aspects of Inorganic Chemistry" che contribuì a stimolare l'interesse per la chimica inorganica ed ebbe molto successo, con traduzioni anche in tedesco, italiano e spagnolo. Seguirono varie edizioni aggiornate, fino alla quarta del 1973 dove J. S. Anderson venne sostituito da A. G. Sharpe.
Durante la guerra le ricerche furono indirizzate a possibili armi chimiche; alcuni dei composti studiati furono ClF, ClF3, BrF3 e IF5. Nel 1944 andò all'Oak Ridge National Laboratory per lavorare al progetto Y-12 sulla separazione degli isotopi dell'uranio usando lo spettrografo di massa. Come ebbe a dire più tardi "il mio contributo fu molto limitato e senza alcuna connessione alla bomba e alla sua costruzione".
Nel 1945 diventò professore di chimica inorganica a Cambridge, dove rimase per il resto della sua vita, e dove fondò e diresse uno dei più famosi laboratori di chimica inorganica del mondo. Più di 40 dei suoi studenti fecero poi carriera diventando professori in 15 nazioni diverse. In questo periodo i suoi principali contributi alla chimica inorganica riguardarono:
- la chimica dei gruppi perfluoroalchilici, il suo principale tema di ricerca, che sviluppò per circa 25 anni. Sintetizzò e caratterizzò un gran numero di composti di zolfo, fosforo, arsenico, antimonio, argento, mercurio e altri elementi, contenenti il gruppo trifluorometile CF3• o altri gruppi perfluoroalchilici.
- la chimica di silani e loro derivati contenenti zolfo, fosforo, arsenico e selenio.
- i fluoruri degli alogeni, ad esempio: chimica di BrF3 e suo uso come agente fluorurante e come solvente non acquoso. Fu il primo a sintetizzare vari sali contenenti anioni alogenofluoruri tipo AgBrF4, KIF6.
- le reazioni di fluorurazione e i fluoruri metallici, ad esempio sintesi e proprietà fisiche e chimiche di fluoruri come MoF3, TaF3, VF5.

Nel 1970 andò in pensione ma continuò a condurre ricerche sperimentali fino ad oltre 80 anni. Morì a Cambridge per un attacco di cuore nel 1993. Lasciò quattro figli; la moglie Catherine era deceduta nel 1991.

## Incarichi e onorificenze
Tra i molti incarichi istituzionali fu presidente della IUPAC (1955–60), presidente della Chemical Society (1958–60) e del Royal Institute of Chemistry (1963–65). Tra le numerosissime onorificenze ottenne i seguenti riconoscimenti:
- Edward Harrison Memorial Prize dalla Royal Society of Chemistry (1932)
- Tilden Prize dalla Chemical Society di Londra (1942)
- Membro della Royal Society (1946)
- Alfred Stock Memorial Prize e medaglia della Gesellschaft Deutscher Chemiker (1954)
- Commander of the Order of the British Empire (1958)
- Medaglia Davy della Royal Society (1962)
- Premio Henri Moissan per la chimica del fluoro, Germania (1991)
- Medaglia Lavoisier dalla Société Chimique de France

## Opere
Le ricerche di Emeléus sono documentate da più di 150 articoli su riviste specializzate. Scrisse inoltre i seguenti libri:
- H. S. Emeléus e J. S. Anderson, Modern Aspects of Inorganic Chemistry, 1ª ed., Londra, Routledge, 1938.
- H. S. Emeléus, The Chemistry of Fluorine and its Compounds, New York, Academic Press, 1969.